# Dario Brgles
Dario Brgles (Koprivnica, 15 aprile 1977) è un ex calciatore croato, di ruolo difensore.

## Palmarès

### Competizioni nazionali
- Coppa di Croazia: 1

Hajduk Spalato: 2002-2003